# Marijo Pejić
Marijo Pejić (Sarajevo, 6. srpnja 1977. -  Sarajevo, 15. ožujka 2021.), bio je bosanskohercegovački sociolog, komunikolog, stručnjak za odnose s javnošću, visoki dužnosnik, autor, medijski promotor, scenarist i producent iz Bosne i Hercegovine.

## Životopis
Rodio se u Sarajevu. U rodnom gradu završio osnovnu školu. U Zagrebu je završio klasičnu gimnaziju. Diplomirao je sociologiju u Sarajevu na Fakultetu političkih znanosti. Stekao je zvanje profesor sociologije. Završivši poslijediplomski studij, stekao je znanstveni naslov magistra komunikoloških znanosti - smjer odnosi s javnošću. Doktorirao je u području komunikoloških znanosti.
U karijeri je bio direktorom više ustanova u Sarajevu: Medijskog centra HKD Napredak, radio postaje Vrhbosna, Bosanskog kulturnog centra (u dva mandata), Televizije Bosne i Hercegovine (BHT1). Bio je članom Poslovodnog odbora BHRT-a, Programskog vijeća Upravnog odbora BHRT-a u dva mandata. Od 2018. je urednikom na Federalnoj televiziji. Autor, medijski promotor, scenarist i producent od preko osamsto raznih kulturno-umjetničkih i obrazovnih manifestacija. Bio je članom Crkvenog medijskog odbora za doček pape Franje u BiH.
Član je Hrvatskog društva za znanost i umjetnost BiH, Asocijacije nezavisnih intelektualaca Krug 99 i drugih nevladinih organizacija. Na sjednici 8. Sabora Hrvatskog narodnog vijeća u Bosni i Hercegovini 9. ožujka 2019. izabran je jednoglasno za predsjednika Hrvatskog narodnog vijeća u BiH, kao i članovi novog saziva Upravnog odbora HNV-a BiH: Igor Kamočaji, Ivo Marković, Petar Matanović, Marinko Pejić, Luka Brković, Ivo Komšić, Biljana Miketin, Ivana Krstanović, Stipe Prlić i Martin Tais.
Autor je velikog broja znanstvenih i stručnih knjiga i radova.

## Nagrade i priznanja
Dobio je brojne domaće i međunarodne nagrade, priznanja i zahvalnice.